# Паліброда Надія Михайлівна
Надія Михайлівна Паліброда (англ. Nadiia Palibroda, 17 січня 1979, м. Київ) –  декан фармацевтичного факультету, український лікар та науковець у галузі  внутрішньої медицини, гастроентерології, доцент кафедри внутрішньої медицини Буковинського державного медичного університету, лікар вищої категорії, лікар-гастроентеролог підрозділу гастроентерології Обласного комунального некомерційного підприємства «Чернівецька обласна клінічна лікарня»

## Життєпис
У 2002 р. закінчила Буковинську державну медичну академію, отримала диплом з відзнакою за спеціальністю «Лікувальна справа». 2002-2003 рр. –  інтернатура зі спеціальності «терапія» на базі Лікарні швидкої медичної допомоги м. Чернівці. У 2003 році захистила магістерську наукову роботу, вступила до аспірантури з фаху «внутрішні хвороби» (2003-2006 рр.), розпочала трудову діяльність на посаді асистента кафедри госпітальної терапії та клінічної фармакології Буковинської державної медичної академії.  2007 року захистила кандидатську дисертацію на тему: «Патогенетичне обґрунтування диференційованого лікування уражень слизової оболонки шлунка у хворих на цироз печінки» (14.01.36 – гастроентерологія), асистент кафедри внутрішньої медицини, фізіотерапії, ендокринології та інфекційних хвороб Буковинського державного медичного університету. 2011 р. –  присвоєно вчене звання доцента. 
У 2012 р. розпочинає адміністративну роботу на посаді заступника декана факультету післядипломної освіти БДМУ, з січня 2017 року – заступник директора  Навчально-наукового інституту післядипломної освіти.
З 01 вересня 2018 року – декан фармацевтичного факультету БДМУ https://ff.bsmu.edu.ua/.
Має вищу кваліфікаційну категорію з фаху «терапія» та «гастроентерологія». За сумісництвом працює лікарем-гастроентерологом підрозділу гастроентерології Обласного комунального некомерційного підприємства «Чернівецька обласна клінічна лікарня»

## Наукова діяльність
Наукові інтереси пов'язані з клінічно-патогенетичними особливостями розвитку патології внутрішніх органів людини, з вивченням коморбідної патології, запальних захворювань кишки (неспецифічний виразковий коліт, хвороба Крона). Є членом ряду вітчизняних та міжнародних організацій і товариств. Постійно бере участь у симпозіумах, з’їздах, наукових школах тощо в Україні та закордоном. 
Загальна кількість публікацій наукового, науково-публіцистичного, дидактичного спрямування дослідниці понад 200, з-поміж них 3 патенти, інформаційні листи, 18 навчальних та навчально-методичних посібників.

## Громадська діяльність
- Голова вченої ради фармацевтичного факультету Буковинського державного медичного університету
- Член вченої ради Буковинського державного медичного університету, центральної методичної комісії університету, предметної методичної комісії фармацевтичного профілю.
- Член обласного товариства "Асоціація терапевтів імені В.Х.Василенка".
- Українська гастроентерологічна асоціація
- Член European Association for the Study of the Liver (EASL)[en]
- Член United European Gastroenterology (UEG)[en]